# Theo Dorgan
 (avril 2023).
La mise en forme du texte ne suit pas les recommandations de Wikipédia : il faut le « wikifier ».
Les points d'amélioration suivants sont les cas les plus fréquents. Le détail des points à revoir est peut-être précisé sur la page de discussion.
- Les titres sont pré-formatés par le logiciel. Ils ne sont ni en capitales, ni en gras.
- Le texte ne doit pas être écrit en capitales (les noms de famille non plus), ni en gras, ni en italique, ni en « petit »…
- Le gras n'est utilisé que pour surligner le titre de l'article dans l'introduction, une seule fois.
- L'italique est rarement utilisé : mots en langue étrangère, titres d'œuvres, noms de bateaux, etc.
- Les citations ne sont pas en italique mais en corps de texte normal. Elles sont entourées par des guillemets français : « et ».
- Les listes à puces sont à éviter, des paragraphes rédigés étant largement préférés. Les tableaux sont à réserver à la présentation de données structurées (résultats, etc.).
- Les appels de note de bas de page (petits chiffres en exposant, introduits par l'outil «  Source ») sont à placer entre la fin de phrase et le point final[comme ça].
- Les liens internes (vers d'autres articles de Wikipédia) sont à choisir avec parcimonie. Créez des liens vers des articles approfondissant le sujet. Les termes génériques sans rapport avec le sujet sont à éviter, ainsi que les répétitions de liens vers un même terme.
- Les liens externes sont à placer uniquement dans une section « Liens externes », à la fin de l'article. Ces liens sont à choisir avec parcimonie suivant les règles définies. Si un lien sert de source à l'article, son insertion dans le texte est à faire par les notes de bas de page.
- La présentation des références doit suivre les conventions bibliographiques. Il est recommandé d'utiliser les modèles {{Ouvrage}}, {{Chapitre}}, {{Article}}, {{Lien web}} et/ou {{Bibliographie}}. Le mode d'édition visuel peut mettre en forme automatiquement les références.
- Insérer une infobox (cadre d'informations à droite) n'est pas obligatoire pour parachever la mise en page.

Pour une aide détaillée, merci de consulter Aide:Wikification.
Si vous pensez que ces points ont été résolus, vous pouvez retirer ce bandeau et améliorer la mise en forme d'un autre article.
Pour les articles homonymes, voir Dorgan.
Theo Dorgan est un poète, écrivain, éditeur et traducteur irlandais né en 1953 à Cork. Il est connu pour sa poésie lyrique et son engagement en faveur de la littérature irlandaise.

## Biographie
Theo Dorgan est né en 1953 dans une famille nombreuse à Cork, en Irlande. Il a fait ses études secondaires au North Monastery, où il a reçu un enseignement en irlandais. Il a ensuite étudié la philosophie et la littérature anglaise à l'University College Cork, ou il y a ensuite enseigné tout en dirigeant le programme littéraire du Triskel Arts Center.
Dorgan a commencé sa carrière littéraire en tant que poète. Il a publié son premier recueil de poèmes, “The Ordinary House of Love", en 1991, suivi de plusieurs autres recueils, dont Rosa Mundi (1995), Greek (1999), What This Earth Cost Us (2008), Nine Bright Shiners (2014) et Orpheus (2018).
Dorgan a été l'éditeur de nombreux projets littéraires, parmi lesquels The Great Book of Ireland (1991),Watching The River Flow, a century in Irish poetry (1999) et The Great Book of Gaelic (2002). Il a aussi été éditeur pour RÉCIT, le réseau européen des centres internationaux de traducteurs littéraires,.
Il a été directeur de Poetry Ireland, une organisation qui encourage la poésie dans toute l'Irlande, de 1989 à 2000 et a siégé au Irish Arts Council de 2003 à 2008. Dorgan est également membre de l'Aosdána, l'académie irlandaise des arts et des lettres, . De 1986 à 1989, il a été co-directeur du Cork Film Festival.
Il a travaillé en tant que diffuseur d'émissions littéraires à la radio et à la télévision. Il a été le présentateur de Poetry Now sur RTÉ Radio 1, et a ensuite présenté l'émission télévisée de livres de RTÉ, Imprint,

## Œuvres

### Poésie
- The Ordinary House of Love (1991)
- Rosa Mundi (1995)
- Greek (1999)
- What This Earth Cost Us (2008)
- Nine Bright Shiners (2014)
- Orpheus (2018)

### Romans
- Making Way (2013)

### Essais et anthologies
- Irish Poetry Since Kavanagh (1991)
- The Great Book of Ireland (1991)
- The Book of Uncommon Prayer (2007)

## Prix littéraires
Il a notamment reçu le prix Listowel de poésie en 1992, le prix O'Shaughnessy de poésie irlandaise en 2010 et le prix Irish Times Poetry Now en 2015.